# Films américains sortis en 1951
Listes de films américains
- 1947
- 1948
- 1949
- 1950
- 1951
- 1952
- 1953
- 1954
- 1955

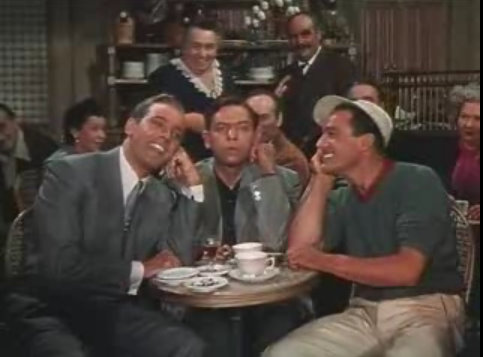
Georges Guétary, Oscar Levant et Gene Kelly dans An American in Paris

Liste (non exhaustive) de films américains sortis en 1951.
Danny Kaye est le maître de cérémonie de la 24e cérémonie des Oscars organisée le 20 mars 1952 au RKO Pantages Theatre à Hollywood. An American in Paris de Vincente Minnelli remporte l'Oscar du meilleur film.
Les autres films en lice sont Decision Before Dawn, A Place in the Sun, Quo Vadis et A Streetcar Named Desire.
Vivien Leigh remporte l'Oscar de la meilleure actrice pour son rôle de Blanche DuBois dans A Streetcar Named Desire. Leigh avait également joué Blanche dans la mise en scène à Londres dirigée par Laurence Olivier, son mari à l'époque. Les autres actrices nommées cette année-là sont Katharine Hepburn pour The African Queen (5e nomination d'Hepburn pour l'Oscar de la meilleure actrice), Eleanor Parker pour The Detective Story, Shelley Winters pour A Place in the Sun et Jane Wyman pour The Blue Veil.
Humphrey Bogart remporte son seul Oscar du meilleur acteur pour son interprétation de Charlie Allnut dans The African Queen. Les autres acteurs nommés pour l'Oscar de cette année 1951 sont Marlon Brando pour A Streetcar Named Desire, Montgomery Clift pour A Place in the Sun, Arthur Kennedy pour Bright Victory et Fredric March pour Death of a Salesman.
Les 9e Golden Globes honorent aussi les meilleurs films de 1951. les Golden Globes de cette année marquent également la première fois que la catégorie du meilleur film est divisée en « comédie ou comédie musicale » ou « Drame ». A Place in the Sun remporte le prix du meilleur film - drame, tandis que An American in Paris remporte celui du meilleur film - comédie ou comédie musicale. Fredric March est élu meilleur acteur, drame, pour Death of a Salesman, tandis que Danny Kaye remporte le Golden Globe du meilleur acteur, comédie ou comédie musicale, pour On the Riviera. Jane Wyman gagne le Golden Globe de la meilleure actrice, drame, pour son rôle dans The Blue Veil, tandis que Juin Allyson remporte le Golden Globe de la meilleure actrice, comédie ou comédie musicale, pour son interprétation dans Too Young to Kiss.
1951 voit également les débuts au cinéma de Grace Kelly et Carroll Baker.

## A (par ordre alphabétique des titres en anglais)
| Titre                                                                              | Réalisateur        | Distribution                                                        | Genre              | Notes                                |
| ---------------------------------------------------------------------------------- | ------------------ | ------------------------------------------------------------------- | ------------------ | ------------------------------------ |
| La Treizième Lettre (The 13th Letter)                                              | Otto Preminger     | Linda Darnell, Charles Boyer                                        | Film noir          |                                      |
| Deux Nigauds contre l'homme invisible (Abbott and Costello Meet the Invisible Man) | Charles Lamont     | Bud Abbott, Lou Costello                                            | Comédie horrifique |                                      |
| Le Gouffre aux chimères (Ace in the Hole)                                          | Billy Wilder       | Kirk Douglas, Jan Sterling, Porter Hall, Ray Teal                   | Drame              | Titre alternatif The Big Carnival    |
| Au-delà du Missouri (Across the Wide Missouri)                                     | William A. Wellman | Clark Gable, Ricardo Montalbán, Adolphe Menjou, Maria Elena Marques | Western            | D'après le roman éponyme             |
| L'Odyssée de l'African Queen (The African Queen)                                   | John Huston        | Humphrey Bogart, Katharine Hepburn                                  | Drame              | Oscar du meilleur acteur pour Bogart |
| Alice au pays des merveilles (Alice in Wonderland)                                 | Clyde Geronimi     | Kathryn Beaumont                                                    | Dessin animé       | Walt Disney                          |
| Une corde pour te pendre (Along the Great Divide)                                  | Raoul Walsh        | Kirk Douglas                                                        | Western            |                                      |
| Un Américain à Paris (An American in Paris)                                        | Vincente Minnelli  | Leslie Caron, Gene Kelly                                            | Film musical       | Oscar du meilleur film               |
| Angels in the Outfield (film, 1951) (Angels in the Outfield)                       | Clarence Brown     | Paul Douglas, Janet Leigh                                           | Comédie            | Refait en 1994                       |
| La Flibustière des Antilles (Anne of the Indies)                                   | Jacques Tourneur   | Louis Jourdan, Jean Peters                                          | Aventure           |                                      |
| Quand les tambours s'arrêteront (Apache Drums)                                     | Hugo Fregonese     | Stephen McNally, Coleen Gray                                        | Western            |                                      |
| Échec au hold-up (Appointment with Danger)                                         | Lewis Allen        | Alan Ladd, Phyllis Calvert                                          | Film noir          |                                      |
| Rendez-moi ma femme (As Young as You Feel)                                         | Harmon Jones       | Constance Bennett, Monty Woolley                                    | Comédie            | Marilyn Monroe dans un petit rôle    |

## B
| Titre                                                 | Réalisateur      | Distribution                                  | Genre               | Notes                                                     |
| ----------------------------------------------------- | ---------------- | --------------------------------------------- | ------------------- | --------------------------------------------------------- |
| Baby Sitters Jitters (en)                             | Jules White      | the Three Stooges                             | Comédie             |                                                           |
| Ballot Box Bunny                                      | Friz Freleng     | Looney Tunes                                  | Dessin animé        |                                                           |
| La Fête des pères (A Bear for Punishment)             | Chuck Jones      | Looney Tunes                                  | Dessin animé        |                                                           |
| Bedtime for Bonzo                                     | Fred de Cordova  | Ronald Reagan                                 | Comédie             | Bonzo Goes to College (en) en est la suite                |
| Behave Yourself!                                      | George Beck      | Farley Granger, Shelley Winters               | Comédie             |                                                           |
| The Best is Yet to Come (en)                          | Kroger Babb (en) | -                                             | Film d'exploitation |                                                           |
| The Big Lie                                           |                  |                                               | Film de guerre      | Film de propagande relatif à la guerre froide             |
| La Grande Nuit (The Big Night)                        | Joseph Losey     | John Drew Barrymore                           | Film noir           |                                                           |
| Bugs Bunny fait son cirque (Big Top Bunny)            | Robert McKimson  | Looney Tunes                                  | Dessin animé        |                                                           |
| L'Oiseau de paradis (Bird of Paradise)                | Delmer Daves     | Debra Paget, Louis Jourdan, Jeff Chandler     | Drame               |                                                           |
| La Femme au voile bleu (The Blue Veil)                | Joseph Losey     | Jane Wyman                                    | Drame               | Toujours en litige                                        |
| A Bone for a Bone                                     | Friz Freleng     | Looney Tunes                                  | Dessin animé        |                                                           |
| The Brave Bulls                                       | Robert Rossen    | Mel Ferrer, Anthony Quinn, Miroslava          | Drame               | D'après le roman éponyme de 1949                          |
| Bride of the Gorilla                                  | Curt Siodmak     | Raymond Burr, Lon Chaney, Jr., Barbara Payton | Horreur             | Titre provisoire avant la sortie : The Face in the Water. |
| La Nouvelle Aurore (Bright Victory)                   | Mark Robson      | Arthur Kennedy, Peggy Dow, Julia Adams        | Drame               | D'après Lights Out de Baynard Kendrick                    |
| La Dame et le Toréador (The Bullfighter and the Lady) | Budd Boetticher  | Robert Stack, Joy Page                        | Drame               |                                                           |
| Champion de catch (Bunny Hugged)                      | Chuck Jones      | Looney Tunes                                  | Dessin animé        | Reprise du court-métrage Rabbit Punch de 1948             |

## C-D
| Titre                                                        | Réalisateur                 | Distribution                                                            | Genre               | Notes                                                     |
| ------------------------------------------------------------ | --------------------------- | ----------------------------------------------------------------------- | ------------------- | --------------------------------------------------------- |
| Une vedette disparaît (film, 1951) (Callaway Went Thataway)  | Melvin Frank, Norman Panama | Fred MacMurray, Dorothy McGuire                                         | Comédie             | Aussi connu sous le titre The Star Said No                |
| Aventure à Tokyo (Call Me Mister)                            | Lloyd Bacon                 | Betty Grable, Dan Dailey                                                | Film musical        | D'après une comédie musicale de Broadway                  |
| Capitaine sans peur (Captain Horatio Hornblower R.N.)        | Raoul Walsh                 | Gregory Peck, Virginia Mayo                                             | Aventure            | D'après les romans de Horatio Hornblower                  |
| Captain Video: Master of the Stratosphere                    | Spencer Gordon Bennet       | Judd Holdren, Larry Stewart                                             | Serial              |                                                           |
| Tom Casanova (Casanova Cat)                                  | Hanna-Barbera               | Tom et Jerry                                                            | Dessin animé        |                                                           |
| Tom et Jerry font la sieste (Cat Napping)                    | Hanna-Barbera               | Tom et Jerry                                                            | Dessin animé        |                                                           |
| Cattle Drive (en)                                            | Kurt Neumann                | Joel McCrea, Dean Stockwell                                             | Western             |                                                           |
| Jour de terreur (Cause for Alarm!)                           | Tay Garnett                 | Loretta Young, Barry Sullivan, Bruce Cowling                            | Film noir           |                                                           |
| L'Amour parmi les monstres (Chained for Life)                | Harry L. Fraser             | Daisy et Violet Hilton                                                  | Film d'exploitation |                                                           |
| Cheese Chasers                                               | Chuck Jones                 | Looney Tunes                                                            | Dessin animé        |                                                           |
| China Corsair                                                | Ray Nazarro                 | Jon Hall, Ernest Borgnine                                               | Aventure            |                                                           |
| Chow Hound                                                   | Chuck Jones                 | Looney Tunes                                                            | Dessin animé        |                                                           |
| Close to My Heart                                            | William Keighley            | Gene Tierney, Ray Milland                                               | Drame               |                                                           |
| Feu sur le gang (Come Fill the Cup)                          | Gordon Douglas              | James Cagney, Gig Young                                                 | Drame               | Nomination à l'Oscar pour Young                           |
| Deux Nigauds chez les barbus (Comin' Round the Mountain)     | Charles Lamont              | Abbott et Costello                                                      | Comédie             |                                                           |
| Tom et Jerry en croisière (Cruise Cat)                       | Hanna-Barbera               | Tom et Jerry                                                            | Dessin animé        |                                                           |
| L'Implacable (Cry Danger)                                    | Robert Parrish              | Dick Powell, Rhonda Fleming                                             | Film noir           | Tourné en 22 jours                                        |
| La Part du jeu (Darling, How Could You!)                     | Mitchell Leisen             | Joan Fontaine, John Lund, Mona Freeman                                  | Comédie             |                                                           |
| David et Bethsabée (David and Bathsheba)                     | Henry King                  | Gregory Peck. Susan Hayward                                             | Film historique     | D'après le deuxième livre de l'Ancien Testament du Samuel |
| Day of the Fight                                             | Stanley Kubrick             | Walter Cartier                                                          | Documentaire        | Premier film dirigé par Stanley Kubrick                   |
| Le Jour où la Terre s'arrêta (The Day the Earth Stood Still) | Robert Wise                 | Michael Rennie, Patricia Neal                                           | Science-fiction     | Repris en 2008 (The Day the Earth Stood Still)            |
| Mort d'un commis voyageur (Death of a Salesman)              | László Benedek              | Fredric March, Mildred Dunnock                                          | Drame               | D'après la pièce d'Arthur Miller                          |
| Le Traître (Decision Before Dawn)                            | Anatole Litvak              | Richard Basehart, Gary Merrill                                          | Film de guerre      | D'après le roman Call It Treason                          |
| Le Renard du désert (The Desert Fox)                         | Henry Hathaway              | James Mason, Cedric Hardwicke                                           | Film biographique   | D'après le livre Rommel                                   |
| Destination Meatball                                         | Walter Lantz                | Woody Woodpecker                                                        | Dessin animé        |                                                           |
| Histoire de détective (Detective Story)                      | William Wyler               | Kirk Douglas, William Bendix, Eleanor Parker, Joseph Wiseman, Lee Grant | Film noir           | D'après la pièce de Sidney Kingsley (en)                  |
| Distant Drums                                                | Raoul Walsh                 | Gary Cooper, Richard Webb                                               | Western             |                                                           |
| Don Daredevil Rides Again                                    | Fred C. Brannon             | Ken Curtis, Aline Towne                                                 | Serial              |                                                           |
| Don't Throw That Knife (en)                                  | Jules White                 | the Three Stooges                                                       | Comédie             |                                                           |
| Une veine de... (Double Dynamite)                            | Irving Cummings             | Frank Sinatra, Jane Russell                                             | Comédie musicale    |                                                           |
| Drip-Along Daffy                                             | Chuck Jones                 | Looney Tunes                                                            | Dessin animé        |                                                           |
| Duck and Cover                                               | Anthony Rizzo               |                                                                         | Film de propagande  |                                                           |

## E-H
| Titre                                                         | Réalisateur                    | Distribution                                                          | Genre              | Notes                                               |
| ------------------------------------------------------------- | ------------------------------ | --------------------------------------------------------------------- | ------------------ | --------------------------------------------------- |
| La Femme à abattre (The Enforcer)                             | Bretaigne Windust              | Humphrey Bogart, Zero Mostel                                          | Film noir          | D'après les procès Murder, Inc.                     |
| FBI Girl (en)                                                 | William A. Berke               | Cesar Romero, George Brent, Audrey Totter                             | Drame policier     |                                                     |
| The Family Secret (en)                                        | Henry Levin                    | John Derek, Lee J. Cobb                                               | Drame              |                                                     |
| Allons donc, papa ! (Father's Little Dividend)                | Vincente Minnelli              | Spencer Tracy, Joan Bennett, Elizabeth Taylor                         | Comédie            | Suite de Le Père de la mariée (Father of the Bride) |
| The Fighting Seventh                                          | Charles Marquis Warren         | Lloyd Bridges, John Ireland                                           | Western            |                                                     |
| Destination Mars (Flight to Mars)                             | Lesley Selander                | Cameron Mitchell, Arthur Franz                                        | Science-fiction    |                                                     |
| Tom aviateur (The Flying Cat)                                 | Hanna-Barbera                  | Tom et Jerry                                                          | Dessin animé       |                                                     |
| Les Diables de Guadalcanal (Flying Leathernecks)              | Nicholas Ray                   | John Wayne, Robert Ryan                                               | Action             |                                                     |
| Flying Padre                                                  | Stanley Kubrick                | Fred Stadmueller                                                      | Film biographique  | Deuxième film de Stanley Kubrick                    |
| À l'assaut de la gloire (Follow the Sun)                      | Sidney Lanfield                | Anne Baxter, Glenn Ford                                               | Film biographique  | D'après la vie de Ben Hogan                         |
| La Furie du Texas (Fort Worth)                                | Edwin L. Marin                 | Randolph Scott, David Brian                                           | Western            |                                                     |
| 14 Heures (Fourteen Hours)                                    | Henry Hathaway                 | Paul Douglas, Richard Basehart                                        | Drame              |                                                     |
| Lapin à la française (French Rarebit)                         | Robert McKimson                | Looney Tunes                                                          | Dessin animé       |                                                     |
| Les Hommes-grenouilles (Les Hommes-grenouilles) (The Frogmen) | Lloyd Bacon                    | Richard Widmark, Dana Andrews                                         | Film de guerre     | Premier film sur la plongée sous-marine             |
| Gerald McBoing-Boing                                          | Robert Cannon                  | Marvin Miller                                                         | Dessin animé       | Oscar du meilleur dessin animé                      |
| Tout ou rien (Tout ou rien) (Go for Broke!)                   | Robert Pirosh                  | Van Johnson, Lane Nakano (en)                                         | Film de guerre     |                                                     |
| Une fille en or (Golden Girl)                                 | Lloyd Bacon                    | Mitzi Gaynor, Dale Robertson, Una Merkel                              | Film musical       |                                                     |
| La Princesse de Samarcande (The Golden Horde)                 | George Sherman                 | Ann Blyth, David Farrar                                               | Film historique    |                                                     |
| La Flamme du passé (Goodbye, My Fancy)                        | Vincent Sherman                | Joan Crawford, Robert Young                                           | Comédie romantique | D'après la pièce de 1948                            |
| Government Agents vs Phantom Legion (en)                      | Fred C. Brannon                | Walter Reed, Mary Ellen Kay                                           | Serial             | Serial en 12 chapitres                              |
| Le Grand Caruso (The Great Caruso)                            | Richard Thorpe                 | Mario Lanza, Ann Blyth                                                | Film biographique  | D'après la vie d'Enrico Caruso                      |
| J'épouse mon mari (Grounds for Marriage)                      | Robert Z. Leonard              | Van Johnson, Kathryn Grayson                                          | Comédie romantique |                                                     |
| The Guy Who Came Back                                         | Joseph M. Newman               | Paul Douglas, Joan Bennett, Linda Darnell                             | Drame              |                                                     |
| Madame sort à minuit (Half Angel)                             | Richard Sale                   | Loretta Young, Joseph Cotten                                          | Comédie            |                                                     |
| Menace dans la nuit (He Ran All the Way)                      | John Berry                     | John Garfield, Shelley Winters                                        | Film noir          | Dernier film de John Garfield                       |
| Si l'on mariait papa (Here Comes the Groom)                   | Frank Capra                    | Bing Crosby, Jane Wyman                                               | Film musical       |                                                     |
| Fini de rire (His Kind of Woman)                              | John Farrow, Richard Fleischer | Robert Mitchum, Jane Russell, Vincent Price, Jim Backus, Raymond Burr | Film noir          | Howard Hughes production                            |
| Tout ou rien (His Mouse Friday)                               | Hanna-Barbera                  | Tom et Jerry                                                          | Dessin animé       |                                                     |
| Home Town Story                                               | Arthur Pierson                 | Jeffrey Lynn, Marilyn Monroe                                          | Drame              |                                                     |
| La Maison sur la colline (The House on Telegraph Hill)        | Robert Wise                    | Richard Basehart, Valentina Cortese                                   | Film noir          |                                                     |
| Hula-La-La (en)                                               | Edward Bernds                  | the Three Stooges                                                     | Comédie            |                                                     |

## I-M
| Titre                                               | Réalisateur           | Distribution                                 | Genre               | Notes                                                           |
| --------------------------------------------------- | --------------------- | -------------------------------------------- | ------------------- | --------------------------------------------------------------- |
| Vendeur pour dames (I Can Get It for You Wholesale) | Michael Gordon        | Susan Hayward, Dan Dailey                    | Film d'amour        |                                                                 |
| Face à l'orage                                      | Mark Robson           | Dana Andrews, Dorothy McGuire                | Film d'amour        |                                                                 |
| I Was a Communist for the FBI                       | Gordon Douglas        | Frank Lovejoy, Dorothy Hart                  | Film noir           |                                                                 |
| La Femme de mes rêves (I'll See You in My Dreams)   | Michael Curtiz        | Doris Day, Danny Thomas                      | Film biographique   | D'après la vie de Gus Kahn                                      |
| Inside the Walls of Folsom Prison (en)              | Crane Wilbur          | Steve Cochran, David Brian                   | Drame               | A inspiré la chanson de Johnny Cash                             |
| Jerry et Jumbo (Jerry and Jumbo)                    | Hanna-Barbera         | Tom et Jerry                                 | Dessin animé        |                                                                 |
| Jerry et le Poisson rouge (Jerry and the Goldfish)  | Hanna-Barbera         | Tom et Jerry                                 | Dessin animé        |                                                                 |
| Le Chevalier du stade (Jim Thorpe -- All-American)  | Michael Curtiz        | Burt Lancaster, Charles Bickford             | Film biographique   | Vedette des Jeux olympiques d'été de 1912                       |
| Journey into Light                                  | Stuart Heisler        | Sterling Hayden, Viveca Lindfors             | Drame               |                                                                 |
| Le Caneton à la nage (Just Ducky)                   | Hanna-Barbera         | Tom et Jerry                                 | Dessin animé        |                                                                 |
| Femme en péril (Kind Lady)                          | John Sturges          | Ethel Barrymore, Angela Lansbury             | Comédie             |                                                                 |
| Pardon My French (The Lady from Boston)             | Bernard Vorhaus       | Paul Henreid, Merle Oberon                   | Comédie             | Coproduction avec la France                                     |
| Lambert le lion bêlant (Lambert the Sheepish Lion)  | Jack Hannah           |                                              | Court métrage animé |                                                                 |
| L'Amant de Lady Loverly (The Last of Mrs. Cheyney)  | Edwin H. Knopf        | Greer Garson, Michael Wilding                | Comédie             | Titre alternatif Seule contre la loi (The Law and the Lady)     |
| Le Dernier Bastion (The Last Outpost)               | Lewis R. Foster       | Ronald Reagan, Rhonda Fleming                | Western             |                                                                 |
| Le Môme boule-de-gomme (The Lemon Drop Kid)         | Sidney Lanfield       | Bob Hope, Marilyn Maxwell, William Frawley   | Comédie             | Reprise du film de 1934 au cinéma; Avec la chanson Silver Bells |
| Chéri, divorçons (Let's Make It Legal)              | Richard Sale          | Claudette Colbert, Macdonald Carey           | Comédie             |                                                                 |
| Lightning Strikes Twice                             | King Vidor            | Ruth Roman, Richard Todd                     | Drame               |                                                                 |
| Little Egypt (en)                                   | Frederick de Cordova  | Rhonda Fleming, Mark Stevens                 | Film biographique   |                                                                 |
| Lost Continent                                      | Sam Newfield          | Cesar Romero, Chick Chandler                 | Science-fiction     |                                                                 |
| Nid d'amour (Love Nest)                             | Joseph Newman         | June Haver, William Lundigan, Marilyn Monroe | Drame               |                                                                 |
| Escale à Broadway (Lullaby of Broadway)             | David Butler          | Doris Day                                    | Film musical        |                                                                 |
| M                                                   | Joseph Losey          | David Wayne, Howard Da Silva                 | Drame               | Reprise du film de 1931                                         |
| The Magnificent Yankee                              | John Sturges          | Louis Calhern, Ann Harding                   | Film biographique   | D'après la vie d'Oliver Wendell Holmes Jr.                      |
| The Man from Planet X (en)                          | Edgar G. Ulmer        | Robert Clarke, Margaret Field                | Science-fiction     |                                                                 |
| The Man with My Face (en)                           | Edward Montagne       | Barry Nelson, Carole Mathews                 | Film noir           | Début au cinéma de Jack Warden                                  |
| The Man with a Cloak                                | Fletcher Markle       | Joseph Cotten, Barbara Stanwyck              | Drame               | D'après la nouvelle The Gentleman from Paris                    |
| La Mère du marié (The Mating Season)                | Mitchell Leisen       | Gene Tierney, John Lund                      | Comédie             |                                                                 |
| Merry Mavericks (en)                                | Edward Bernds         | the Three Stooges                            | Comédie             |                                                                 |
| The Mob                                             | Robert Parrish        | Broderick Crawford, Betty Buehler            | Film noir           |                                                                 |
| Agence Cupidon (The Model and the Marriage Broker)  | George Cukor          | Jeanne Crain, Scott Brady, Thelma Ritter     | Comédie romantique  |                                                                 |
| Laisse-moi t'aimer (Mr. Imperium)                   | Don Hartman           | Lana Turner, Ezio Pinza, Marjorie Main       | Film d'amour        |                                                                 |
| My Outlaw Brother                                   | Elliott Nugent        | Mickey Rooney, Wanda Hendrix                 | Western             |                                                                 |
| Mysterious Island                                   | Spencer Gordon Bennet | Richard Crane, Marshall Reed                 | Serial              | D'après le roman éponyme de Jules Verne                         |

## N-R
| Titre                                                            | Réalisateur          | Distribution                                                                         | Genre              | Notes                                                            |
| ---------------------------------------------------------------- | -------------------- | ------------------------------------------------------------------------------------ | ------------------ | ---------------------------------------------------------------- |
| New Mexico (en)                                                  | Irving Reis          | Lew Ayres, Marilyn Maxwell, Andy Devine                                              | Western            |                                                                  |
| Tom perd la tête (Nit-Witty Kitty)                               | Hanna-Barbera        | Tom et Jerry                                                                         | Dessin animé       |                                                                  |
| No Smoking                                                       | Jack Kinney          | Goofy                                                                                | Dessin animé       |                                                                  |
| Le Bal du printemps (On Moonlight Bay)                           | Roy Del Ruth         | Doris Day, Gordon MacRae                                                             | Film musical       | Suivi de La Maîtresse de papa (By the Light of the Silvery Moon) |
| Sur la Riviera (On the Riviera)                                  | Walter Lang          | Danny Kaye, Gene Tierney                                                             | Film musical       | D'après la pièce The Red Cat.                                    |
| Fort Invincible (Only the Valiant)                               | Gordon Douglas       | Gregory Peck, Barbara Payton, Ward Bond                                              | Western            |                                                                  |
| Opération dans le Pacifique (Operation Pacific)                  | George Waggner       | John Wayne, Patricia Neal                                                            | Film de guerre     |                                                                  |
| Elle cherche un millionnaire (Painting the Clouds with Sunshine) | David Butler         | Dennis Morgan, Virginia Mayo, Gene Nelson                                            | Film musical       | Reprise du Gold Diggers of 1933.                                 |
| Pandora (Pandora and the Flying Dutchman)                        | Albert Lewin         | Ava Gardner, James Mason                                                             | Drame              |                                                                  |
| L'Ambitieuse (Payment on Demand)                                 | Curtis Bernhardt     | Bette Davis, Barry Sullivan                                                          | Drame              | Titre original The Story of a Divorce                            |
| Pékin Express (Pékin Express)                                    | William Dieterle     | Joseph Cotten, Corinne Calvet                                                        | Aventure           | Seconde reprise Shanghai Express                                 |
| Le peuple accuse O'Hara (The People Against O'Hara)              | John Sturges         | Spencer Tracy, Pat O'Brien                                                           | Film Noir          |                                                                  |
| On murmure dans la ville (People Will Talk)                      | Joseph L. Mankiewicz | Cary Grant, Jeanne Crain, Sidney Blackmer, Hume Cronyn, Walter Slezak, Finlay Currie | Comédie romantique |                                                                  |
| Pest Man Wins (en)                                               | Jules White          | the Three Stooges                                                                    | Comédie            |                                                                  |
| Une place au soleil (A Place in the Sun)                         | George Stevens       | Elizabeth Taylor, Montgomery Clift, Shelley Winters, Raymond Burr, Anne Revere       | Drame              | D'après un livre de Theodore Dreiser; remporte 6 Oscars          |
| Un canard envahissant (The Prize Pest)                           | Robert McKimson      | Looney Tunes                                                                         | Dessin animé       | Dernier dessin animé screwball comedy avec Daffy Duck            |
| Le Rôdeur (The Prowler)                                          | Joseph Losey         | Van Heflin, Evelyn Keyes                                                             | Film Noir          |                                                                  |
| Quebec (en)                                                      | George Templeton     | John Drew Barrymore, Corinne Calvet                                                  | Drame historique   |                                                                  |
| Quo vadis (Quo Vadis)                                            | Mervyn LeRoy         | Robert Taylor, Deborah Kerr, Peter Ustinov                                           | Film historique    | 8 nominations aux Oscars                                         |
| Chassé-croisé (Rabbit Fire)                                      | Chuck Jones          | Looney Tunes                                                                         | Dessin animé       |                                                                  |
| The Racket (The Racket)                                          | John Cromwell        | Robert Mitchum, Lizabeth Scott                                                       | Film Noir          | Reprise du film de 1928                                          |
| La Quatrième Issue (The Raging Tide)                             | George Sherman       | Shelley Winters, Richard Conte, Stephen McNally                                      | film noir          |                                                                  |
| L'Attaque de la malle-poste (Rawhide)                            | Henry Hathaway       | Tyrone Power, Susan Hayward                                                          | Western            |                                                                  |
| La Charge victorieuse (The Red Badge of Courage)                 | John Huston          | Audie Murphy, Bill Mauldin                                                           | Film de guerre     | D'après le roman homonyme de Stephen Crane                       |
| Montagne rouge (Red Mountain)                                    | William Dieterle     | Alan Ladd, Lizabeth Scott, Arthur Kennedy                                            | Western            |                                                                  |
| Rhubarb, le chat millionnaire (Rhubarb)                          | Arthur Lubin         | Ray Milland, Jan Sterling, Gene Lockhart                                             | Comédie            |                                                                  |
| Riche, jeune et jolie (Rich, Young and Pretty)                   | Norman Taurog        | Jane Powell, Wendell Corey, Danielle Darrieux                                        | Film musical       |                                                                  |
| Le Fleuve (The River)                                            | Jean Renoir          | Nora Swinburne, Esmond Knight                                                        | Film d'amour       |                                                                  |
| Roadblock (en)                                                   | Harold Daniels       | Charles McGraw, Joan Dixon (en)                                                      | Film Noir          |                                                                  |
| Mariage royal (Royal Wedding)                                    | Stanley Donen        | Fred Astaire, Jane Powell, Peter Lawford                                             | Film musical       | Première réalisation solo de Donen                               |

## S-Z
| Titre                                                                    | Réalisateur        | Distribution                                                                            | Genre              | Notes                                                           |
| ------------------------------------------------------------------------ | ------------------ | --------------------------------------------------------------------------------------- | ------------------ | --------------------------------------------------------------- |
| Santa Fe                                                                 | Irving Pichel      | Randolph Scott, Janis Carter                                                            | Western            |                                                                 |
| Saturday's Hero                                                          | David Miller       | John Derek, Donna Reed, Sidney Blackmer                                                 | Drame sportif      |                                                                 |
| Scrambled Brains (en)                                                    | Jules White        | the Three Stooges                                                                       | Comédie            |                                                                 |
| L'Énigme du lac Noir (The Secret of Convict Lake) (L'Énigme du lac Noir) | Michael Gordon     | Glenn Ford, Gene Tierney                                                                | Western            | Basé sur les évènements s'étant passés au Convict Lake.         |
| Show Boat (Show Boat)                                                    | George Sidney      | Howard Keel, Kathryn Grayson, Ava Gardner, Gower Champion, Marge Champion, Joe E. Brown | Film musical       | D'après le roman d'Edna Ferber ; reprise du film de 1936        |
| La Ville d'argent (Silver City)                                          | Byron Haskin       | Edmond O'Brien, Yvonne De Carlo, Richard Arlen                                          | Western            |                                                                 |
| Sirocco (Sirocco)                                                        | Curtis Bernhardt   | Humphrey Bogart, Märta Torén, Lee J. Cobb                                               | Film Noir          | D'après le roman Coup de Grâce                                  |
| Tom fait la noce (Sleepy-Time Tom)                                       | Hanna-Barbera      | Tom et Jerry                                                                            | Dessin animé       |                                                                 |
| Tom et Jerry et le loupiot (Slicked-up Pup)                              | Hanna-Barbera      | Tom et Jerry                                                                            | Dessin animé       |                                                                 |
| Smart Alec (Smart Alec)                                                  |                    |                                                                                         | Film muet porno    |                                                                 |
| La Ronde des étoiles (Starlift)                                          | Roy Del Ruth       | Janice Rule, Dick Wesson                                                                | Film musical       |                                                                 |
| J'ai vécu l'enfer de Corée (The Steel Helmet)                            | Samuel Fuller      | Gene Evans, Steve Brodie                                                                | Film de guerre     |                                                                 |
| Storm Warning (Storm Warning)                                            | Stuart Heisler     | Ronald Reagan, Doris Day, Ginger Rogers                                                 | Thriller           |                                                                 |
| Le Château de la terreur (The Strange Door)                              | Joseph Pevney      | Charles Laughton, Boris Karloff, Sally Forrest                                          | Film historique    |                                                                 |
| L'Inconnu du Nord-Express (Strangers on a Train)                         | Alfred Hitchcock   | Farley Granger, Ruth Roman, Robert Walker                                               | Thriller           | D'après un roman de Patricia Highsmith                          |
| Un tramway nommé Désir (A Streetcar Named Desire)                        | Elia Kazan         | Vivien Leigh, Marlon Brando, Karl Malden, Kim Hunter                                    | Drame              | Écrit par Tennessee Williams; Oscars pour Leigh, Malden, Hunter |
| Proprement scandaleux (Strictly Dishonorable)                            | Melvin Frank       | Ezio Pinza, Janet Leigh                                                                 | Comédie romantique |                                                                 |
| Le Cabaret du soleil couchant (The Strip)                                | László Kardos      | Mickey Rooney, Sally Forrest, William Demarest                                          | Film musical       |                                                                 |
| Sugarfoot                                                                | Edwin L. Marin     | Randolph Scott, Adele Jergens, Raymond Massey                                           | Western            |                                                                 |
| Superman et les Nains de l'enfer                                         | Lee Sholem         | George Reeves, Phyllis Coates (en)                                                      | Action             |                                                                 |
| Le Temps des cerises (Take Care of My Little Girl)                       | Jean Negulesco     | Jeanne Crain, Dale Robertson, Mitzi Gaynor                                              | Drame              |                                                                 |
| Le Grand Attentat (The Tall Target)                                      | Anthony Mann       | Dick Powell, Paula Raymond, Adolphe Menjou                                              | Thriller           |                                                                 |
| Teresa                                                                   | Fred Zinnemann     | Pier Angeli, John Ericson, Peggy Ann Garner                                             | Drame              |                                                                 |
| Bon sang ne peut mentir (That's My Boy)                                  | Hal Walker         | Dean Martin, Jerry Lewis                                                                | Comédie            |                                                                 |
| The Thing from Another World                                             | Howard Hawks       | Kenneth Tobey, Dewey Martin, James Arness                                               | Science-fiction    | Refait en 1982 sous le titre The Thing                          |
| Three Arabian Nuts (en)                                                  | Edward Bernds      | the Three Stooges                                                                       | Comédie            |                                                                 |
| Vénus en uniforme (Three Guys Named Mike)                                | Charles Walters    | Jane Wyman, Van Johnson, Howard Keel                                                    | Drame              |                                                                 |
| Thunder on the Hill                                                      | Douglas Sirk       | Claudette Colbert, Ann Blyth                                                            | Drame              |                                                                 |
| Tomahawk                                                                 | George Sherman     | Van Heflin, Yvonne De Carlo, Preston Foster                                             | Western            |                                                                 |
| The Tooth Will Out (en)                                                  | Edward Bernds      | the Three Stooges                                                                       | Comédie            |                                                                 |
| L'Âge d'aimer (Too Young to Kiss)                                        | Robert Z. Leonard  | June Allyson, Van Johnson, Gig Young                                                    | Comédie            | Golden Globe pour June Allyson                                  |
| Two-Dollar Bettor (en)                                                   | Edward L. Cahn     | Steve Brodie, Marie Windsor                                                             | Drame              |                                                                 |
| Two Lost Worlds (en)                                                     | Norman Dawn        | James Arness, Bill Kennedy (en)                                                         | Science-fiction    |                                                                 |
| Two of a Kind                                                            | Henry Levin        | Edmond O'Brien, Lizabeth Scott                                                          | Film noir          |                                                                 |
| Les Coulisses de Broadway (Two Tickets to Broadway)                      | James V. Kern      | Tony Martin, Janet Leigh, Eddie Bracken                                                 | Film musical       |                                                                 |
| Le Droit de tuer (The Unknown Man)                                       | Richard Thorpe     | Walter Pidgeon, Ann Harding                                                             | Drame              |                                                                 |
| Unknown World                                                            | Terry O. Morse     | Bruce Kellogg                                                                           | Science-fiction    |                                                                 |
| La Vallée de la vengeance (Vengeance Valley)                             | Richard Thorpe     | Burt Lancaster, Robert Walker                                                           | Western            |                                                                 |
| Le Sentier de l'enfer (Warpath)                                          | Byron Haskin       | Edmond O'Brien, Dean Jagger, Forrest Tucker                                             | Western            |                                                                 |
| Le Château hanté (The Wearing of the Grin)                               | Chuck Jones        | Porky Pig                                                                               | Dessin animé       |                                                                 |
| Le Puits (The Well)                                                      | Leo Popkin         | Richard Rober, Harry Morgan                                                             | Drame              |                                                                 |
| Convoi de femmes (Westward the Women)                                    | William A. Wellman | Robert Taylor, Denise Darcel, John McIntire                                             | Western            |                                                                 |
| Le Choc des mondes (When Worlds Collide)                                 | Rudolph Mate       | Richard Derr, Barbara Rush                                                              | Science-fiction    |                                                                 |
| La marine est dans le lac (You're in the Navy Now)                       | Henry Hathaway     | Gary Cooper                                                                             | Comédie            |                                                                 |

## Source de la traduction
- (en) Cet article est partiellement ou en totalité issu de l’article de Wikipédia en anglais intitulé « List of American films of 1951 » (voir la liste des auteurs).